# ん

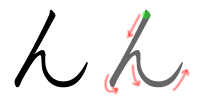
「ん」の筆順

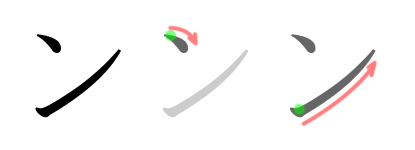
「ン」の筆順

ん、ンは、日本語の仮名の1つである。この音は、撥音（はつおん）又ははねる音（おん）と呼ばれ、1モーラを形成するが、通常は子音であり、かつ、直前に母音を伴うため、単独では音節を構成せず、直前の母音と共に音節を構成する。ただし、「ん?」などのように語頭にある場合は、母音に代わる音節の核、すなわち音節主音として、単独で音節を構成する。したがって、鼻母音以外に発音される限り、すなわち子音である限り、「ん」は音節主音的な子音である。「ん」は元来五十音には現れないが、一般にわ行の次に置かれる。
文字としての「ん」、「ン」を「ウン」と発音することもある。
- ローマ字: n, n', nn
- 点字:
- モールス信号: ・－・－・

## 音韻
現代標準語の音韻：日本語を母語とする日本語話者にとっては「ん」は1つの音、すなわち音素 /ɴ/ と認識される。しかし、実際の発音は次項で述べるように前後の音や速度、話者により、[m]、[n]、[ŋ]、[ɴ]、さらに鼻母音の一部 ([  ̃])、その他にも鼻音に関連した音が用いられる。どの発音を用いても意味上の違いは生じない。
| 平仮名表記 | 音素表記 （ん＝/ɴ/ ） | 音声表記 （国際音声記号） |
| ---------- | --------------------- | ------------------------- |
| かんぱん   | /kaɴpaɴ/              | [kampaɴ]                  |
| てんまど   | /teɴmado/             | [temːado]                 |
| ぼんたん   | /boɴtaɴ/              | [bontaɴ]                  |
| はんのう   | /haɴnoR/              | [hanːoː]                  |
| びんかん   | /biɴkaɴ/              | [biŋkaɴ]                  |
| しんごう   | /siɴgoR/              | [ɕiŋːoː]                  |
| けんいち   | /keɴiti/              | [keẽit͡ɕi]                 |

## 音声学的記述
音声学上の実際の発音：前項で述べたように「ん」は様々に発音される。
撥音は、基本的に後続音の調音が影響を及ぼす逆行同化によって、後続音と似た種類の音になる。
- 口蓋垂鼻音 [ɴ][4]
語尾[5]、単発の場合口蓋垂を閉じて、鼻から音を出す。例)パン [päɴː][6]、本 [hoɴː][7]、ペン [peɴː] [8]、ん？

- 両唇鼻音 [m][9]
バ・パ・マ行が続く場合[10][11]口蓋垂と唇を閉じて、鼻から音を出す。例)パンも [pämː.mo][12]、本物 [homː.mo.no][7]、安保 [ämː.po][13]、鞍馬 [ämː.bä][13]

- 歯茎鼻音 [n][14]
チ以外のタ行、ヂ以外のダ行、ニ以外のナ行、ラ行、ジ以外のザ行が続く場合[11]舌先を歯茎に当てて、鼻から音を出す。例)パンだ [pänː.dä][12]、ほんの [honː.no][7]、連帯 [ɾ̠enː.tä.i][13]、貫通 [känːt͡sʊ̜ː][13]、散財 [sänː.d͡zä.i][13]、元来 [gän̠ː.ɾ̠ä.i][13]

- 歯茎硬口蓋鼻音 [ɲ̟][15]
チ、ジ、ニが続く場合[11]舌先を歯茎硬口蓋に当てて、鼻から音を出す。例)インチ [iɲ̟ː.t͡ɕi][13]、珍事 [t͡ɕiɲ̟ː.d͡ʑi][13]、参入 [saɲ̟ː.ɲ̟ʊ̜ː][13]

- 軟口蓋鼻音 [ŋ][16]
カ、ガ行が続く場合[11]（イ、エに続く語尾の場合に [ŋ] となることが多くある[8]）舌根を軟口蓋に当てて、鼻から音を出す。例)パンが [päŋː.ŋä][12]、マンガ [mäŋː.gä][7]、満開 [mäŋː.kä.i][7]

- 鼻音化接近音 [ɰ̃] 他[17]
ア、ヤ、ワ、サ、ハ行が続く場合[5]口と鼻から音を出す。例)パン屋 [päɰ̃ː.jä][12]、パンは [päɰ̃ː.β̞ä][12]、 線を [seɰ̃ː.o][7]、本を [hoɰ̃ː.o][7]、天才、国産品

ただし、MRIを用いた実証的研究では、語尾撥音は口蓋垂鼻音に固定されず、およそ前の母音に依存して硬口蓋から口蓋垂までの広範囲で閉鎖が起こることが報告されている。

## 順序
- 五十音順：厳密には、「ん」は五十音に含まれないが、通常は、「ん」を含めて五十音順とすることが多い。その場合には、「ん」は五十音の最後、第48位に置かれる。や行い段とえ段のいとえおよびわ行う段のうを数に加えると51位、逆に現代仮名遣いで使われないゐとゑを除くと46位となる。
- いろは順: なし。第48位に「京」の代わりに置かれることがある。その場合には「す」の次。

## 表記
- 平仮名「ん」の字形：「无」の草体（无は、万葉仮名で「む」[19]）
- 片仮名「ン」の字形：漢文の訓点のうち撥音を示す記号「」（梵字の菩提点に由来[注釈 1]、参考：アヌスヴァーラ）の転じたもの、尓の上部、二の転じたもの、无の二を取った形、冫昷(温-丶)の偏(にすい・冫)からなどの説がある。丹波・難波は古くは「たにわ」・「なにわ」と読んでおり「ん」が「に」になっている。
- 平安時代末期 (12世紀) に表記法が確立するにいたるまでにはさまざまな異表記があり、「む」「い」「う」であらわしたり、無表記であったりした[20]。
- ローマ字：n - 母音字や y が後続する場合は「n'」のようにアポストロフィーで区切ることもある。修正ヘボン式では音節に左右されずそのまま「n」、しかし旧ヘボン式ではm, b, p（唇音）で始まる音節が後続する場合「m」を用いる[注釈 2]。ローマ字入力の場合は、後ろに「な行」がくる場合には「nn」とする。
- ハングルで日本語表記する場合、韓国の外来語表記法では ㄴ をパッチムとして表記する。語頭の「ん」については規定が存在しない（他の表記法については「日本語のハングル表記」を参照）。
  - 例：仙台＝센다이、関東＝간토
- 点字：
- 通話表：「おしまいのン」
- モールス信号：・—・—・
- 手旗信号：5→1

- 発音： ん[ヘルプ/ファイル]

## 語頭の「ん」
日本語の現代共通語では基本的に「ん」より始まる単語が存在しない。ただし、くだけた口語や方言では「生まれる」「美味い」など語頭の「う」を鼻濁音 [ŋ] で発音することがあり、それを「ん」で表現することがある。1944年に文部省が制定した『發音符號』では、語頭の鼻濁音は「う゚」を使用するように定めたが、この表記はほとんど浸透せず、現在では語頭の鼻濁音と「う」を特に区別する場合、単に「ん」と表記されることが多い。
- 某という言い換えと同様に、内容をぼかす用法がある。例：数千円のことを「ン千円」と書くなど（ただし発音は通常「ウンゼンエン」とする。発音通り「ウン千円」などと表記することもある）。
- 琉球語には「ン」から始まる単語が多数見られ、中でも宮古方言の「んみゃーち」（ようこそ、の意味)は有名。与那国方言などにもみられる。
- 本来「馬」「梅」は「ンマ [m̩ma]」、「ンメ [m̩me]」と発音され[要出典]ており、伝統的な東京方言をはじめ、方言として残る地方もある。古典的仮名遣いでは、「馬」は「むま」と書かれた。また、これらはいずれも大陸からの移入種であり、遡れば中期漢語の「マー」「メイ」という発音にたどり着く[要出典]とされている。
- 東北方言には、「んだ」（そうだ）、「んで」（それで）のように、そ系列の指示語と助詞の組み合わせの一部に「ん」から始まる文節がある。また東北方言以外でも、くだけた口語で「そんな」を「んな」と省略して発音することがある（用例：んな事あるわけ無いだろう）。文頭に「ん」が来ている例として指摘できる。

日本語以外の言語に於いても、「ン」から始まる言葉は少ない。外国語の単語を仮名表記する際、基本的には鼻音で始まり後続する音が母音でない場合に、「ン」で始まる言葉として表されることがある。ただし、外国語音を日本語でどう捉えるか、仮名でどのように表記するかという問題があるため、その多寡を単純には結論づけられない。
- 広東語には [ŋ̍] および [m̩] という音節主音が存在する。例えば漢姓によくある「呉」の発音は [ŋ̍] であり、香港の喜劇俳優「呉孟達」の名前を片仮名表記する場合「ン・マンタッ」と書く。
- 台湾語（閩南語）で「黄」および「阮」の発音は [ŋ̍] である（声調が異なる）。どちらも姓として使用する。
- ベトナムで最もポピュラーな姓は「阮」 (Nguyễn) であるが、日本語では「グエン」と表記することが多い。
- インドネシア・バリ島の玄関口であるデンパサール国際空港の正式名称はイ・グスティ・ングラ・ライ国際空港（Bandara Internasional I Gusthi Ngurah Rai) であり、これは独立戦争の英雄グスティ・ングラライに因んでいる。ただしこれについては、「グラライ」の片仮名表記もまた存在する。
- アフリカではンジャメナ（チャドの首都）、ンゴマ、ンゴロンゴロ、キリマンジャロ (Kilima-Njaro)、ユッスー・ンドゥールなど「ン」から始まる名前・単語が存在する。ただし「ン」の代わりに、「ウン」、「エン」、「エム」、「ヌ」、「ム」に置き換えられることがある。（エムボマ、エンクルマ、ヌデレバ、タボ・ムベキ）
- イタリアにはンドランゲタ ('Ndrangheta)という犯罪組織が存在する。
- ニュージーランドには先住民の言語のマーオリ語の地名があるが、それらの中にはンゴンゴタハー (Ngongotahā)、ンガイオ (Ngaio)といった語頭に「ン」が付く例がいくつかある。しかし、ニュージーランドの英語話者はその地名の綴りの"ngo"、"nga"の部分を一音節だと認識するものの、"ng"から始まる音節が英語には存在しないため、"g"の部分は発音せずに"ノンゴタハ"、"ナイオ"の様に発音している。
- いろは四十八組に「ん組」は存在しなかった。最後に追加された48番目の組は「本組」と称した。
- しりとり遊びにおいては、次に繋げられないために、「最後に『ん』の付く言葉を言った者が負け」というルールになっていることが普通である。
- 発音が聞き取りにくいため、日本の自動車用ナンバープレートには「ん」が用いられない。
- 落語の演題の一つに『ん廻し』がある。
- 五味太郎作の絵本に『ん　ん　ん　ん　ん』という作品がある。作品内で文字は「ん」しか使われていない。

## 「ん」に関わる諸事項
- な行、ら行音などが「ん」に変化する（音便）ことを、撥音便という。
  - 例：「〜なのです」→「〜なんです」、「ぼくの家（うち）」→「ぼくんち」、「せむとす」⇒「せんとす」、「〜なるめり」⇒「〜なんめり」、「たまらない」⇒ 「たまんない」
  - 方言の例：「あるの」→「あんの／あるん」、「あるので」→「あるんで／あんので／あんで」
- 「はねる音」「撥音」と呼ばれるのは、平仮名の「ん」、片仮名の「ン」ともに字形が「撥ねている」からであり、促音（つまる音、『っ』）が音声上の特徴から命名されているのとは異なっている。
- 日本発祥の医薬品の多くに「ン」で終わる商品名が付けられる。これは西洋医学で用いられる化合物の名称が「ン」で終わることが多かったため。
- 日本のお笑い界では、コンビ名に「ん」が付くと売れるというジンクスがある（「ダウンタウン」「ウッチャンナンチャン」「とんねるず」など）[21][22]。
- 広辞苑の最後の見出し語は初版から第六版まで一貫して「んとす」であったが、2018年発行の第七版で新しく「んぼう」が追加され最後の語となった[23]。

## 「ん」が日本語に現れる時期
「ん」という文字が広く使われるようになったのは室町時代頃とされるが、詳しい時期については分かっていない。『古事記』、『日本書紀』、『万葉集』には「ん」音を表記する文字（万葉仮名）は見当たらない。このことから古代日本語には「ん」音はなかったと推定され、中国から経典などが輸入されたときに同時に「ん」相当音も移入されたと考えられる。ただし当初は-nと-mを区別していたと考えられ、-mの影響は「さんみ」（三位）などの連声形に残っている。藤原定家の息子である藤原為家が嘉禎2年（1236年）に紀貫之（平安時代初期）の直筆本に従って書写した為家筆本『土佐日記』（大阪青山歴史文学博物館蔵、国宝）では、「ん」の字形で「む・う・も・ん」の音を示す単語に共通して用いられているが、一般には平安時代以降、撥音便化した助動詞「む、なむ、けむ、らむ」などについては、「ん」と読む場合も「む」がそのまま用いられた。